# První písemná zmínka

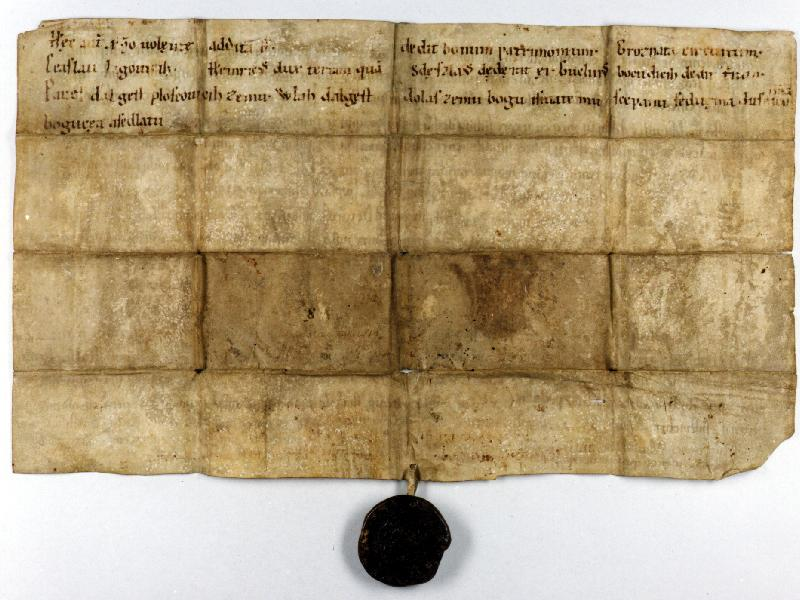
Zakládací listina litoměřické kapituly (revers), obsahující v posledních dvou řádcích nejstarší zápis v českém jazyce

První písemná zmínka je označení nejstaršího písemného dokladu o určité vsi či městě, hradu, ale i objevu, technickém postupu atp.

## Charakteristika
První písemná zmínka je téměř vždy pouze datem ante quem, neboť kromě výjimek, kdy je v písemném dokladu přímo zmíněno založení sledovaného objektu, zpravidla dokládá pouze to, že tento objekt již existoval. Někdy, zvláště v případě menších objektů, může být první písemná zmínka i značně časově vzdálena od data skutečného vzniku (pro sídla založená v raném středověku může tento rozdíl činit až 200 nebo 300 let, směrem do novověku se výrazně snižuje ), neboť se do současnosti dochovala pouze velmi malá část středověkých listin. Tyto údaje je proto nutné kombinovat s daty získanými jiným způsobem, například na základě slohového rozboru zachovaných stavebních památek nebo archeologicky .

České obce dle roku první písemné zmínky – animovaná mapa

První písemná zmínka často neobsahuje o sledovaném objektu žádné další informace. Velmi často pochází například z listin dokládajících prodej či jiný převod určitého majetku. Sledovaný objekt je v takovém případě připomenut pouze jako položka ve výčtu tohoto majetku.

## V jazykovědě
V jazykovědě, resp. etymologii, se používá termín první doklad nebo první doložený výskyt (německy Erstbeleg), která označuje dílo a/nebo čas jeho vzniku, v němž se poprvé nachází daný výraz v daném jazyce (např. první doložený výskyt slova 'rána' (ve významu 'zranění' × 'zvuk', srov. Spor o rukopisy), 'robot' nebo 'segwayista', 'lajk', 'youtuber' apod.).